# 冨澤龍一
冨澤 龍一（とみざわ りゅういち、1941年8月21日 - ）は、日本の実業家。三菱東京製薬（現・田辺三菱製薬）代表取締役社長、三菱化学（現・三菱ケミカル）代表取締役社長などを歴任。その後、三菱ケミカルホールディングスの設立に伴い、同社代表取締役社長を務めた。

## 人物・経歴
- 東京都出身。
- 1965年（昭和40年）3月、東京大学法学部を卒業。4月1日、三菱化成工業に入社。農材事業部課長代理、肥料無機事業部課長代理、肥料無機事業部部長代理、九州支店農材部門主席、炭素無機事業本部肥料無機事業部主席、炭素アグリカンパニー肥料無機業部長を経て、1996年（平成8年）取締役炭素アグリカンパニー肥料無機事業部長に就任。
- 1997年（平成9年）、同社取締役医薬カンパニー医薬事業部長。
- 1998年（平成10年）、取締役医薬カンパニーバイスプレジデント兼企画管理部長。
- 1999年（平成11年）、常務執行役員医薬カンパニープレジデント兼企画管理部長。
- 1999年（平成11年）10月1日から三菱東京製薬常務取締役創薬本部長。2000年（平成12年）3月31日まで務める。
- 2000年（平成12年）4月1日、三菱東京製薬代表取締役社長に就任。2001年（平成13年）9月30日まで務める。
- 2001年（平成13年）10月1日、三菱ウェルファーマ初代取締役副社長。
- 2002年（平成14年）、三菱化学（現・三菱ケミカル）代表取締役社長[1]。在任中、三菱化学と三菱ウェルファーマの経営統合を行い、2005年（平成17年）10月3日に共同持株会社として三菱ケミカルホールディングスを設立。同社の初代代表取締役社長に就任[2]。